# Gangstadhaugen
Gangstadhaugen (Gangstad) is een plaats in de Noorse gemeente Inderøy, provincie Trøndelag. Gangstadhaugen telt 208 inwoners (2007) en heeft een oppervlakte van 0,19 km².